# Jean-Luc de Meyer
Jean-Luc de Meyer (Bruxelas, 1957) é um vocalista e letrista mais conhecido como o vocalista do grupo belga inovador de EBM/Industrial Front 242.